# 金属熱処理技能士
金属熱処理技能士（きんぞくねつしょりぎのうし）とは、国家資格である技能検定制度の一種で、都道府県職業能力開発協会（問題作成等は中央職業能力開発協会）が実施する、金属熱処理に関する学科及び実技試験に合格した者をいう。

## 概要
金属熱処理に関する能力を認定する国家資格であり、名称独占資格である。
等級には、特級及び1級～2級まであり、特級は管理者または監督者が通常有すべき技能の程度、1級～2級はそれぞれ上級技能者、中級技能者が通常有すべき技能の程度と位置づけられている。
技能検定試験では「一般熱処理作業」、「浸炭・浸炭窒化・窒化処理作業」、「高周波・炎熱処理作業」に分かれる。

## 実技作業試験内容

### 金属熱処理(一般熱処理作業)
- 1級
  - 要素試験：火花試験、顕微鏡による組織判定、組織写真による熱処理条件判定、変形測定及び脱炭層深さ測定を行う。試験時間＝約50分
  - ペーパーテスト：作業条件の設定、作業段取り、設備の点検・調整等について行う。試験時間＝50分
- 2級
  - 要素試験：火花試験、写真による組織判定、加熱温度判定、変形測定及び硬さ試験を行う。試験時間＝約40分
  - ペーパーテスト：作業条件の設定、作業段取り、設備の点検・調整等について行う。試験時間＝50分

### 金属熱処理(浸炭・浸炭窒化・窒化処理作業)
- 1級
  - 要素試験：火花試験、顕微鏡による組織判定、組織写真による熱処理条件判定、変形測定及び浸炭硬化層深さ測定を行う。試験時間＝約50分
  - ペーパーテスト：作業条件の設定、作業段取り、設備の点検・調整等について行う。試験時間＝50分
- 2級
  - 要素試験：火花試験、写真による組織判定、加熱温度判定、変形測定及び硬さ試験を行う。試験時間＝約40分
  - ペーパーテスト：作業条件の設定、作業段取り、設備の点検・調整等について行う。試験時間＝50分

### 金属熱処理(高周波・炎熱処理作業)
- 1級
  - 要素試験：火花試験、顕微鏡による組織判定、組織写真による熱処理条件判定、変形測定及び硬化層深さ測定を行う。試験時間＝約50分
  - ペーパーテスト：作業条件の設定、作業段取り、設備の点検・調整等について行う。試験時間＝50分
- 2級
  - 要素試験：火花試験、写真による組織判定、加熱温度判定、変形測定及び硬さ試験を行う。試験時間＝約40分
  - ペーパーテスト：作業条件の設定、作業段取り、設備の点検・調整等について行う。試験時間＝50分

## 取得後の称号
技能検定に合格すると等級に応じて技能士の称号が付与される。名刺などに資格を表記する際には「1級金属熱処理技能士」、「2級金属熱処理技能士」のように等級を明示する必要がある。等級の非表示、等級表示位置の誤り、職種名の省略表示などは不可である。
なお職業能力開発促進法により、金属熱処理技能士資格を持っていないものが金属熱処理技能士と称することは禁じられている。